# Jekatěrina Makarovová
Jekatěrina Makarovová (rusky Екатерина Валерьевна Макарова, Jekatěrina Valerjevna Makarova, * 7. června 1988 Moskva) je bývalá ruská profesionální tenistka hrající levou rukou. V létě 2018 byla pět týdnů světovou jedničkou ve čtyřhře žen, kterou se s Jelenou Vesninovou staly společně jako druhá a třetí Ruska po Anně Kurnikovové, respektive třicátá sedmá a třicátá osmá hráčka od zavedení klasifikace v roce 1975. V deblovém žebříčku tak vytvořily 13. dvojici na vrcholu pořadí. Na Riodejaneirské olympiádě 2016 společně získaly zlatou medaili v ženské čtyřhře.
Ve kariéře vyhrála na okruhu WTA Tour tři turnaje ve dvouhře a patnáct ve čtyřhře. V rámci okruhu ITF si připsala tři tituly ve dvouhře a devět ve čtyřhře.
Na žebříčku WTA byla ve dvouhře nejvýše klasifikována v dubnu 2015 na 8. místě a ve čtyřhře pak v červnu 2018 na 1. místě. V letech 2012–2020 ji trénovala bývalá ruská tenistka a Anastasija Myskinová, k níž se přidal Nigel Sears. Mezi lety 2007–2017 se na koučování podílela také Ruska Jevgenija Maňjukovová.
Na nejvyšší grandslamové úrovni dobyla tři tituly. Po boku krajanky Vesninové vyhrála ženskou čtyřhru na French Open 2013, US Open 2014 a Wimbledonu 2017. S Brazilcem Brunem Soaresem získala titul ve smíšené čtyřhře na US Open 2012. S Vesninovou odešla jako poražená finalistka ze čtyřhry Australian Open 2014 a 2018, Wimbledonu 2015, French Open 2016 i istanbulského Turnaje Mistryň 2013. V roce 2016 získaly titul ve čtyřhře Turnaje mistryň, když ve finále zdolaly pár Bethanie Matteková-Sandsová a Lucie Šafářová.
S Vesninovou tvořila stabilní pár v letech 2012–2018 až do květnového Madrid Open 2018. Dvojice vyhrála dvanáct turnajů, včetně tří grandslamů, olympijských her a Turnaje mistryň. V době rozchodu oběma patřilo druhé místo na deblovém žebříčku a na světovou jedničku Chanovou ztrácely jen 5 bodů. Na French Open 2018 se novou partnerkou stala krajanka Anna Kalinská, s níž opustila soutěž v úvodním kole.
Ve ruském fedcupovém týmu debutovala v roce 2008 finálovým utkáním Světové skupiny na madridské antuce proti Španělsku, v němž s Jelenou Vesninovou vyhrála čtyřhru. Po ruské výhře 4:0 na zápasy se stala vítězkou Fed Cupu. V soutěži nastoupila k devíti mezistátním utkáním s bilancí 6–5 ve dvouhře a 5–0 ve čtyřhře.
Rusko reprezentovala na londýnských Letních olympijských hrách 2012, na nichž se tenisový turnaj odehrál v All England Clubu. Do ženské čtyřhry s Vesninovou vstupovaly jako šesté nasazené. Po dvou výhrách vypadly ve čtvrtfinále s americkými světovými jedničkami Liezel Huberovou a Lisou Raymondovou ve dvou setech. Na Riodejaneirské olympiádě 2016 vyhrála s Vesninovou zlatou medaili v ženské čtyřhře, když ve finále zdolaly za 1:39 hodin švýcarské turnajové pětky Timeu Bacsinszkou s Martinou Hingisovou po dvousetovém průběhu. V singlové soutěži vypadla ve třetím kole s Petrou Kvitovou.
Na Letní univerziádě 2009 v Bělehradu získala s Vitalijí Ďjačenkovou zlatou medaili ve čtyřhře a také zlatý kov v soutěži družstev.

## Soukromý život
Narodila se roku 1988 v Moskvě, tehdy stále ještě metropoli Sovětského svazu, do rodiny bankéře Valerije a ženy v domácnosti Olgy Makarovových. Má bratra Alexandra. S tenisem začala v šesti letech, když ji na doporučení přátel rodiče přivedli do olympijského komplexu v Lužnikách.

## Tenisová kariéra
První singlový titul na okruhu WTA Tour si připsala z červnového AEGON International 2010, hraného na eastbournské trávě. Do hlavní soutěže postoupila z kvalifikace. V celém průběhu neztratila žádný set. Na úvod přehrála nasazenou italskou šestku Flavii Pennettaovou. Poté deklasovala zkušenější krajanku Naděždu Petrovovou, které dovolila uhrát jen dva gamy. Po vyřazení další ruské hráčky Světlany Kuzněcovové, ji v semifinále nezastavila ani turnajová trojka Samantha Stosurová. Dobrou formu zužitkovala posledním vítězným zápasem proti Bělorusce Viktorii Azarenkové.

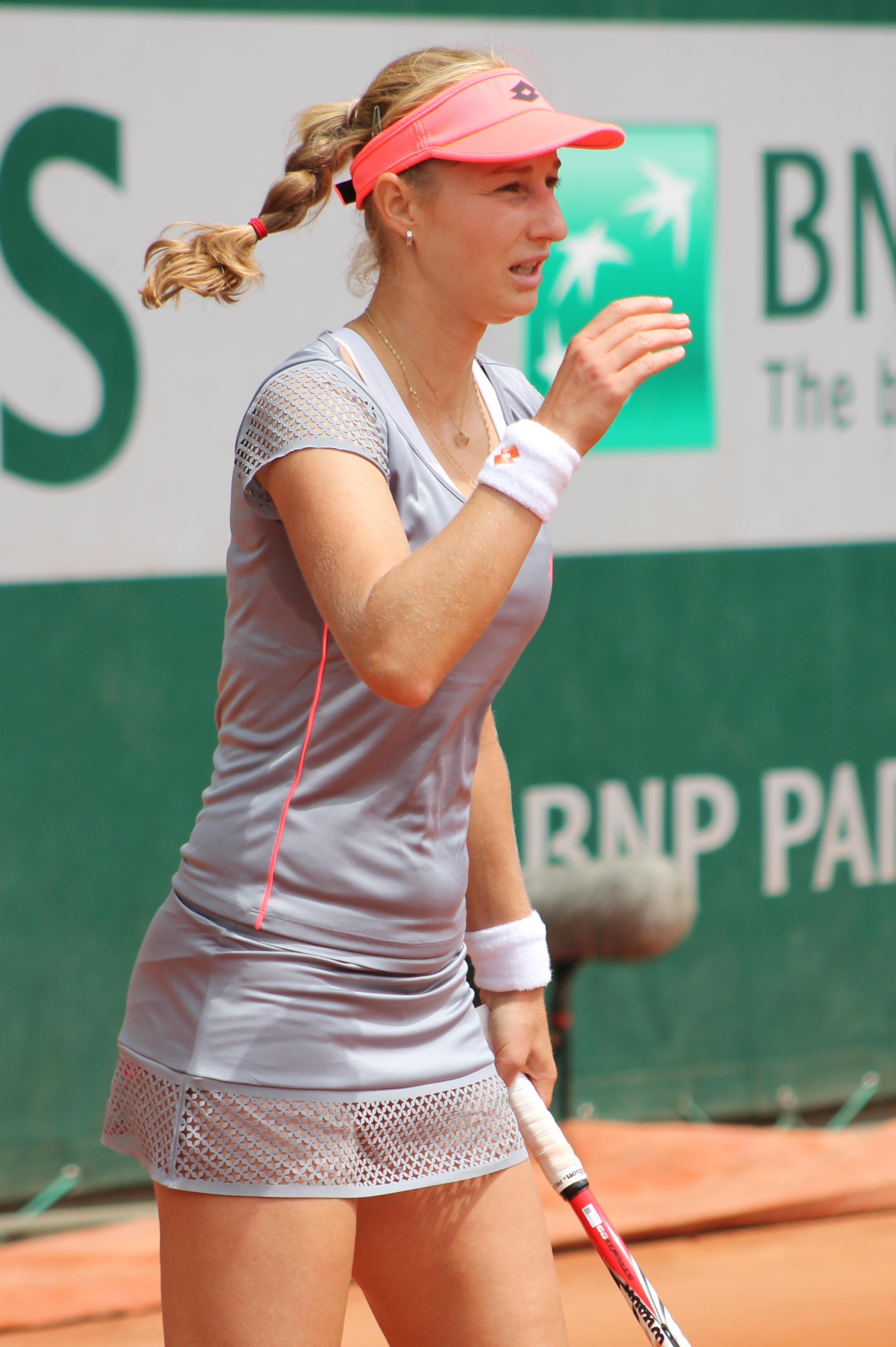
Během French Open 2015

Na druhou singlovou trofej čekala téměř čtyři roky. V únoru ji dobyla na thajském PTT Pattaya Open 2014. Mezi poslední čtyřku tenistek postoupila přes japonskou veteránku Kimiko Dateovou Krummovou ve třech setech. Přestože jí v semifinále Andrea Hlaváčková uštědřila „kanára“, zbylé dvě sady dokázala vyhrát. Jako čtvrtá nasazená vstupovala do boje o titul proti nenasazené Češce Karolíně Plíškové v roli favoritky. Tu potvrdila dvousetovou výhrou.
V grandslamové dvouhře se nejdále probojovala do semifinále US Open 2014, kam přijížděla v pozici turnajové sedmnáctky. Na první nasazenou hráčku narazila ve čtvrtém kole, kde zdolala sedmičku Eugenii Bouchardovou po dvousetovém průběhu. Také čtvrtfinálový duel proti Azarenkové zvládla a stopku jí vystavila až v dalším kole světová jednička a pozdější šampiónka Serena Williamsová, které dokázala odebrat pouze čtyři hry. Již na předcházejícím Wimbledonu 2014 dosáhla čtvrtfinálové účasti. Ve čtvrtém kole lehce porazila světovou čtyřku Agnieszku Radwańskou. Mezi poslední osmičkou ji však bez zaváhání zastavila 23. nasazená Lucie Šafářová ve dvou setech.
V sezóně 2013 vyhrála s Jelenou Vesninovou čtyřhru na březnovém BNP Paribas Open, kde ve finále zdolaly Petrovovou se Srebotnikovou. Premiérový grandslamový triumf si připsaly na antukovém French Open a také semifinálová účast na Australian Open jim zajistila start ve deblové soutěži istanbulského Tunraje mistryň 2013. Kvalifikovaly se do něj jako poslední čtvrtý pár. V semifinále přesto vyřadily světové jedničky Erraniovou s Vinciovou, aby je ve finále zastavila čínsko-tchajwanská dvojice Pcheng Šuaj a Sie Šu-wej.
Z pozice deblových světových dvojek získaly s Jelenou Vesninovou první trofej roku 2018 ve čtyřhře Mutua Madrid Open 2018, když ve finále zdolaly maďarsko-francouzské turnajové trojky Tímeu Babosovou s Kristinou Mladenovicovou až v rozhodujícím supertiebreaku. Vybojovaly tak šestou společnou trofej v kategorii Premier Mandatory. Proti témuž páru odehrály v předchozí části sezóny dvě utkání. Z finále Australian Open 2018 odešly Rusky poraženy a naopak zvítězily v semifinále BNP Paribas Open 2018. S Vesninovou navázaly na finále z Madrid Open 2012, kde vůbec poprvé postoupily jako pár do závěrečného boje o titul. Přiblížily se také k pozici deblových světových jedniček, když na první Latischu Chanovou ztrácely 14. května 2018 jen 230 bodů. Jednalo se o jejich poslední turnaj před ukončením šestileté spolupráce v sezónách 2012–2018. V době rozchodu oběma patřilo druhé místo na deblovém žebříčku. Na prvním následném turnaji, French Open 2018, se její novou partnerkou stala krajanka Anna Kalinská, s níž vypadla v úvodním kole. Přesto po skončení pařížského grandslamu s Vesninovou vystřídala první v pořadí Chanovou a obě se tak poprvé staly světovými jedničkami ve čtyřhře, až po rozpadu dvojice.

## Finále na Grand Slamu

### Ženská čtyřhra: 7 (3–4)
| Stav       | rok  | turnaj          | povrch | spoluhráčka      | Soupeřky ve finále                        | výsledek           |
| ---------- | ---- | --------------- | ------ | ---------------- | ----------------------------------------- | ------------------ |
| Vítězka    | 2013 | French Open     | antuka | Jelena Vesninová | Sara Erraniová Roberta Vinciová           | 7–5, 6–2           |
| Finalistka | 2014 | Australian Open | tvrdý  | Jelena Vesninová | Sara Erraniová Roberta Vinciová           | 4–6, 6–3, 5–7      |
| Vítězka    | 2014 | US Open         | tvrdý  | Jelena Vesninová | Martina Hingisová Flavia Pennettaová      | 2–6, 6–3, 6–2      |
| Finalistka | 2015 | Wimbledon       | tráva  | Jelena Vesninová | Sania Mirzaová Martina Hingisová          | 7–5, 6–7(4–7), 5–7 |
| Finalistka | 2016 | French Open     | antuka | Jelena Vesninová | Kristina Mladenovicová Caroline Garciaová | 3–6, 6–2, 4–6      |
| Vítězka    | 2017 | Wimbledon       | tráva  | Jelena Vesninová | Čan Chao-čching Monica Niculescuová       | 6–0, 6–0           |
| Finalistka | 2018 | Australian Open | tvrdý  | Jelena Vesninová | Tímea Babosová Kristina Mladenovicová     | 4–6, 3–6           |

### Smíšená čtyřhra: 2 (1–1)
| Stav       | rok  | turnaj          | povrch | spoluhráč         | Soupeři ve finále                 | výsledek                |
| ---------- | ---- | --------------- | ------ | ----------------- | --------------------------------- | ----------------------- |
| Finalistka | 2010 | Australian Open | tvrdý  | Jaroslav Levinský | Cara Blacková Leander Paes        | 5–7, 3–6                |
| Vítězka    | 2012 | US Open         | tvrdý  | Bruno Soares      | Květa Peschkeová Marcin Matkowski | 6–7(8–10), 6–1, [12–10] |

## Finále na Turnaji mistryň

### Čtyřhra: 2 (1–1)
| Stav       | rok  | místo    | povrch    | spoluhráčka      | Soupeřky ve finále                         | výsledek      |
| ---------- | ---- | -------- | --------- | ---------------- | ------------------------------------------ | ------------- |
| Finalistka | 2013 | Istanbul | tvrdý (h) | Jelena Vesninová | Sie Šu-wej Pcheng Šuaj                     | 4–6, 5–7      |
| Vítězka    | 2016 | Singapur | tvrdý (h) | Jelena Vesninová | Bethanie Matteková-Sandsová Lucie Šafářová | 7–6(7–5), 6–3 |

## Utkání o olympijské medaile

### Ženská čtyřhra: 1 (1 zlaté medaile)
| Stav          | rok  | místo konání   | povrch | spoluhráčka      | soupeřky                           | výsledek |
| ------------- | ---- | -------------- | ------ | ---------------- | ---------------------------------- | -------- |
| Zlatá medaile | 2016 | Rio de Janeiro | tvrdý  | Jelena Vesninová | Timea Bacsinszká Martina Hingisová | 6–4, 6–4 |

## Finále na okruhu WTA Tour
| Legenda                                |
| -------------------------------------- |
| D – dvouhra; Č – čtyřhra               |
| Grand Slam (3–4 Č)                     |
| Olympijské zlato (1 Č)                 |
| Turnaj mistryň (1–1 Č)                 |
| Premier Mandatory & Premier 5 (7–11 Č) |
| Premier (1–0 D; 2–2 Č)                 |
| International (2–2 D; 1–3 Č)           |

### Dvouhra: 5 (3–2)
| Stav       | č. | datum           | turnaj                         | povrch | soupeřka ve finále            | výsledek           |
| ---------- | -- | --------------- | ------------------------------ | ------ | ----------------------------- | ------------------ |
| Finalistka | 1. | 2. května 2009  | Fás, Maroko                    | antuka | Anabel Medinaová Garriguesová | 6–0, 6–1           |
| Finalistka | 2. | 10. května 2009 | Estoril, Portugalsko           | antuka | Yanina Wickmayerová           | 7–5, 6–2           |
| Vítězka    | 1. | 19. června 2010 | Eastbourne, Spojené království | tráva  | Viktoria Azarenková           | 7–6(7–5), 6–4      |
| Vítězka    | 2. | 2. února 2014   | Pattaya, Thajsko               | tvrdý  | Karolína Plíšková             | 6–3, 7–6(9–7)      |
| Vítězka    | 3. | 6. srpna 2017   | Washington, D.C. Spojené státy | tvrdý  | Julia Görgesová               | 3–6, 7–6(7–2), 6–0 |

### Čtyřhra: 36 (15–21)
| Stav       | č.  | datum             | turnaj                                | povrch         | spoluhráčka            | poražené finalistky                          | výsledek              |
| ---------- | --- | ----------------- | ------------------------------------- | -------------- | ---------------------- | -------------------------------------------- | --------------------- |
| Finalistka | 1.  | 4. května 2008    | Fes, Maroko                           | antuka         | Alisa Klejbanovová     | Sorana Cîrsteaová Anastasija Pavljučenkovová | 6–2, 6–2              |
| Finalistka | 2.  | 27. července 2008 | Portorož, Slovinsko                   | tvrdý          | Věra Duševinová        | A. Medina Garriguesová V. Ruanová Pascualová | 6–4, 6–1              |
| Vítězka    | 1.  | 2. května 2009    | Fás, Maroko                           | antuka         | Alisa Klejbanovová     | Sorana Cîrsteaová Maria Kirilenková          | 6–3, 2–6, 10–8        |
| Finalistka | 3.  | 11. října 2009    | Peking, Čína                          | tvrdý          | Alla Kudrjavcevová     | Sie Šu-wej Pcheng Šuaj                       | 6–3, 6–1              |
| Finalistka | 4.  | 13. února 2011    | Paříž, Francie                        | tvrdý (h)      | Věra Duševinová        | B. Matteková-Sandsová Meghann Shaughnessyová | 4–6, 2–6              |
| Finalistka | 5.  | 25. října 2011    | Lucemburk, Lucembursko                | tvrdý (h)      | Lucie Hradecká         | Iveta Benešová B. Záhlavová-Strýcová         | 5–7, 3–6              |
| Finalistka | 6.  | 13. května 2012   | Madrid, Španělsko                     | antuka (modrá) | Jelena Vesninová       | Sara Erraniová Roberta Vinciová              | 1–6, 6–3, [4–10]      |
| Finalistka | 7.  | 20. května 2012   | Řím, Itálie                           | antuka         | Jelena Vesninová       | Sara Erraniová Roberta Vinciová              | 2–6, 5–7              |
| Vítězka    | 2.  | 6. října 2012     | Peking, Čína                          | tvrdý          | Jelena Vesninová       | Nuria Llagostera Vives Sania Mirzaová        | 7–5, 7–5              |
| Vítězka    | 3.  | 21. října 2012    | Moskva, Rusko                         | tvrdý (h)      | Jelena Vesninová       | Maria Kirilenková Naděžda Petrovová          | 6–3, 1–6, [10–8]      |
| Vítězka    | 4.  | 16. března 2013   | Indian Wells, Spojené státy           | tvrdý          | Jelena Vesninová       | Naděžda Petrovová Katarina Srebotniková      | 6–0, 5–7, [10–6]      |
| Vítězka    | 5.  | 9. května 2013    | French Open, Paříž, Francie           | antuka         | Jelena Vesninová       | Sara Erraniová Roberta Vinciová              | 7–5, 6–2              |
| Finalistka | 8.  | 27. října 2013    | Turnaj mistryň, Istanbul, Turecko     | tvrdý (h)      | Jelena Vesninová       | Sie Šu-wej Pcheng Šuaj                       | 4–6, 5–7              |
| Finalistka | 9.  | 24. března 2014   | Australian Open, Melbourne, Austrálie | tvrdý          | Jelena Vesninová       | Sara Erraniová Roberta Vinciová              | 4–6, 6–3, 5–7         |
| Finalistka | 10. | 30. března 2014   | Miami, Spojené státy                  | tvrdý          | Jelena Vesninová       | Martina Hingisová Sabine Lisická             | 6–4, 4–6, [5–10]      |
| Vítězka    | 6.  | 6. září 2014      | US Open, New York, Spojené státy      | tvrdý          | Jelena Vesninová       | Martina Hingisová Flavia Pennettaová         | 2–6, 6–3, 6–2         |
| Finalistka | 11. | 22. března 2015   | Indian Wells, Spojené státy           | tvrdý          | Jelena Vesninová       | Martina Hingisová Sania Mirzaová             | 3–6, 4–6              |
| Finalistka | 12. | 5. dubna 2015     | Miami, Spojené státy                  | tvrdý          | Jelena Vesninová       | Martina Hingisová Sania Mirzaová             | 5–7, 1–6              |
| Finalistka | 13. | 11. července 2015 | Wimbledon, Londýn, Spojené království | tráva          | Jelena Vesninová       | Sania Mirzaová Martina Hingisová             | 7–5, 6–7(4–7), 5–7    |
| Finalistka | 14. | 15. května 2016   | Řím, Itálie                           | antuka         | Jelena Vesninová       | Sania Mirzaová Martina Hingisová             | 1–6, 7–6(7–5), [3–10] |
| Finalistka | 15. | 5. června 2016    | French Open, Paříž, Francie           | antuka         | Jelena Vesninová       | Kristina Mladenovicová Caroline Garciaová    | 3–6, 6–2, 4–6         |
| Vítězka    | 7.  | 31. července 2016 | Montréal, Kanada                      | tvrdý          | Jelena Vesninová       | Simona Halepová Monica Niculescuová          | 6–3, 7–6(7–5)         |
| Vítězka    | 8.  | 13. srpna 2016    | Rio de Janeiro – LOH, Brazílie        | tvrdý          | Jelena Vesninová       | Martina Hingisová Timea Bacsinszká           | 6–4, 6–4              |
| Vítězka    | 9.  | 30. října 2016    | Turnaj mistryň, Singapur              | tvrdý (h)      | Jelena Vesninová       | Bethanie Matteková-Sandsová Lucie Šafářová   | 7–6(7–5), 6–3         |
| Finalistka | 16. | 7. ledna 2016     | Brisbane, Austrálie                   | tvrdý          | Jelena Vesninová       | Bethanie Matteková-Sandsová Sania Mirzaová   | 2–6, 3–6              |
| Vítězka    | 10. | 26. února 2017    | Dubaj, SAE                            | tvrdý          | Jelena Vesninová       | Andrea Hlaváčková Pcheng Šuaj                | 6–2, 4–6, [10–7]      |
| Finalistka | 17. | 21. května 2017   | Řím, Itálie                           | antuka         | Jelena Vesninová       | Čan Jung-žan Martina Hingisová               | 5–7, 6–7(4–7)         |
| Vítězka    | 11. | 15. července 2017 | Wimbledon, Londýn, Spojené království | antuka         | Jelena Vesninová       | Čan Chao-čching Monica Niculescuová          | 6–0, 6–0              |
| Vítězka    | 12. | 13. srpna 2017    | Toronto, Kanada                       | tvrdý          | Jelena Vesninová       | Anna-Lena Grönefeldová Květa Peschkeová      | 6–0, 6–4              |
| Finalistka | 18. | 27. ledna 2018    | Australian Open, Melbourne, Austrálie | tvrdý          | Jelena Vesninová       | Tímea Babosová Kristina Mladenovicová        | 4–6, 3–6              |
| Finalistka | 19. | 17. března 2018   | Indian Wells, Spojené státy (2)       | tvrdý          | Jelena Vesninová       | Sie Šu-wej Barbora Strýcová                  | 4–6, 4–6              |
| Vítězka    | 13. | 11. května 2018   | Madrid, Španělsko                     | antuka         | Jelena Vesninová       | Tímea Babosová Kristina Mladenovicová        | 2–6, 6–4, [10–8]      |
| Finalistka | 20. | 12. srpna 2018    | Montréal, Kanada                      | tvrdý          | Latisha Chan           | Ashleigh Bartyová Demi Schuursová            | 6–4, 3–6, [8–10]      |
| Vítězka    | 14. | 19. srpna 2018    | Cincinnati, Spojené státy             | tvrdý          | Lucie Hradecká         | Elise Mertensová Demi Schuursová             | 6–2, 7–5              |
| Vítězka    | 15. | 3. února 2019     | Petrohrad, Rusko                      | tvrdý (h)      | Margarita Gasparjanová | Anna Kalinská Viktória Kužmová               | 7–5, 7–5              |
| Finalistka | 21. | 23. února 2019    | Dubaj, SAE                            | tvrdý          | Lucie Hradecká         | Barbora Strýcová Sie Šu-wej                  | 4–6, 4–6              |

## Postavení na konečném žebříčku WTA

### Dvouhra
| Rok    | 2004 | 2005   | 2006   | 2007   | 2008  | 2009  | 2010  | 2011  | 2012  | 2013  | 2014  | 2015  | 2016  | 2017  | 2018  |
| Pořadí | 381. | ▲ 258. | ▼ 264. | ▲ 108. | ▲ 48. | ▼ 60. | ▲ 50. | ▼ 52. | ▲ 20. | ▼ 24. | ▲ 12. | ▼ 23. | ▼ 30. | ▼ 33. | ▼ 59. |

### Čtyřhra
| Rok    | 2003 | 2004   | 2005   | 2006   | 2007   | 2008  | 2009  | 2010  | 2011  | 2012  | 2013 | 2014 | 2015  | 2016 | 2017 | 2018 |
| Pořadí | 766. | ▲ 448. | ▲ 248. | ▲ 140. | ▼ 151. | ▲ 62. | ▲ 20. | ▼ 72. | ▲ 57. | ▲ 11. | ▲ 7. | ▬ 7. | ▼ 10. | ▼ 8. | ▲ 3. | ▼ 6. |